# Ambulocetus
 Ambulocetus  („laufender Wal“) ist eine Gattung früher Wale (Cetacea), welche während der Zeit des frühen Eozän (vor etwa 50 bis 49 Millionen Jahren) lebte. Es ist nur die Typusart A. natans bekannt.

## Lebensweise

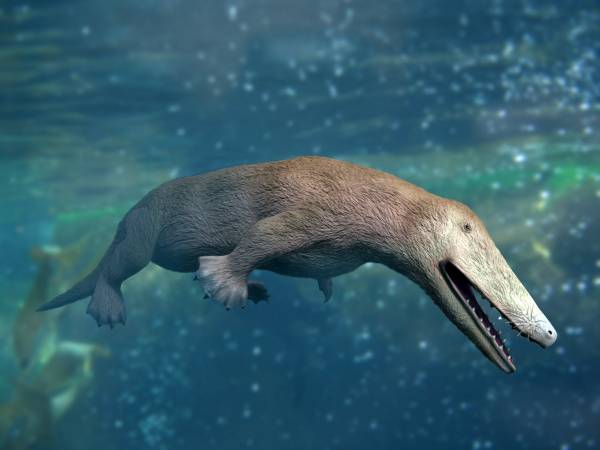
Lebendrekonstruktion Ambulocetus natans

Lange wurde angenommen, dass Ambulocetus als urtümlicher Wal neben seiner Schwimmfähigkeit noch die Möglichkeit besaß, sich an Land fortzubewegen. Funktionsmorphologische Untersuchungen von Ando und Fujiwara (2016) konnten jedoch nachweisen, dass der Brustkorb des Tieres zu schwach war, um die beim Gehen einwirkenden Kräfte zu kompensieren. Somit besaß Ambulocetus nicht mehr die Voraussetzung für eine terrestrische Fortbewegung und war bereits zur voll-aquatischen Lebensweise der heutigen Wale übergegangen.
Das Tier, dessen Überreste in Asien entdeckt wurden, wird als Übergangsform angesehen, welche klar zeigt, dass sich Wale aus kleinen, landlebenden Säugetieren entwickelt haben. Der drei Meter lange Ambulocetus wies einige anatomische Gemeinsamkeiten mit heutigen Krokodilen auf, was ein Indiz für eine amphibische Lebensweise ist. Auch seine Hintergliedmaßen waren eher für die Fortbewegung im Wasser als an Land geeignet. Ambulocetus bewegte sich im Wasser wahrscheinlich bereits mit senkrechten, wellenförmigen Bewegungen (Undulation) fort, so wie die modernen Wale. Man hat spekuliert, dass er wie Krokodile jagte, indem er im flachen Wasser lauerte, um unaufmerksame Beutetiere zu ergreifen. Chemische Analysen seiner Zähne zeigten, dass Ambulocetus sowohl in Salz- als auch Süßwassergewässern lebte.
Ambulocetus besaß keine Ohrmuscheln. Um Beutetiere aufzuspüren, legte er möglicherweise seinen Kopf auf den Boden und spürte mit dem Unterkiefer die Vibrationen, die potenzielle Beutetiere verursachten.

## Systematik
Wissenschaftler halten Ambulocetus für einen primitiven Wal, da es Hinweise für eine Anpassung an das Leben unter Wasser gibt: Anatomische Merkmale seiner Nase verhinderten, dass er Wasser schluckte und seine Ohren hatten viele Gemeinsamkeiten mit denen moderner Wale, was ihn dazu befähigte auch unter Wasser gut zu hören. Diese Punkte sind klare Indizien dafür, dass Ambulocetus tatsächlich ein früher Wal war.
Der Wirbeltierpaläontologe Hans Thewissen entdeckte den Holotypus von Ambulocetus in Pakistan. Die Erstbeschreibung erfolgte 1995. Zur Zeit des Eozäns war das Fundgebiet eine an das Urmeer Tethys angrenzende Küstenregion.